# Cheveuges
Cheveuges ist eine französische Gemeinde mit 470 Einwohnern (Stand 1. Januar 2022) im Département Ardennes in der Region Grand Est (vor 2016 Champagne-Ardenne). Die Gemeinde gehört zum Arrondissement Sedan und zum Kanton Sedan-1. Die Einwohner werden Cheveugiens genannt.

## Geografie
Cheveuges liegt etwa fünf Kilometer südwestlich des Stadtzentrums von Sedan am Fluss Bar. Umgeben wird Cheveuges von den Nachbargemeinden Donchery im Norden, Sedan im Norden und Nordosten, Wadelincourt im Nordosten, Noyers-Pont-Maugis im Osten, Bulson im Südosten, Chémery-Chéhéry im Süden, Saint-Aignan im Südwesten und Westen sowie Villers-sur-Bar im Nordwesten.

## Bevölkerungsentwicklung
| 1962                       | 1968 | 1975 | 1982 | 1990 | 1999 | 2006 | 2019 |
| -------------------------- | ---- | ---- | ---- | ---- | ---- | ---- | ---- |
| 222                        | 451  | 416  | 486  | 391  | 419  | 406  | 455  |
| Quellen: Cassini und INSEE |      |      |      |      |      |      |      |

## Sehenswürdigkeiten
- Kirche Saint-Rémi aus dem 11. Jahrhundert, seit 1959 Monument historique
- Kapelle Saint-Onésime
- Mühle
- drei Waschhäuser

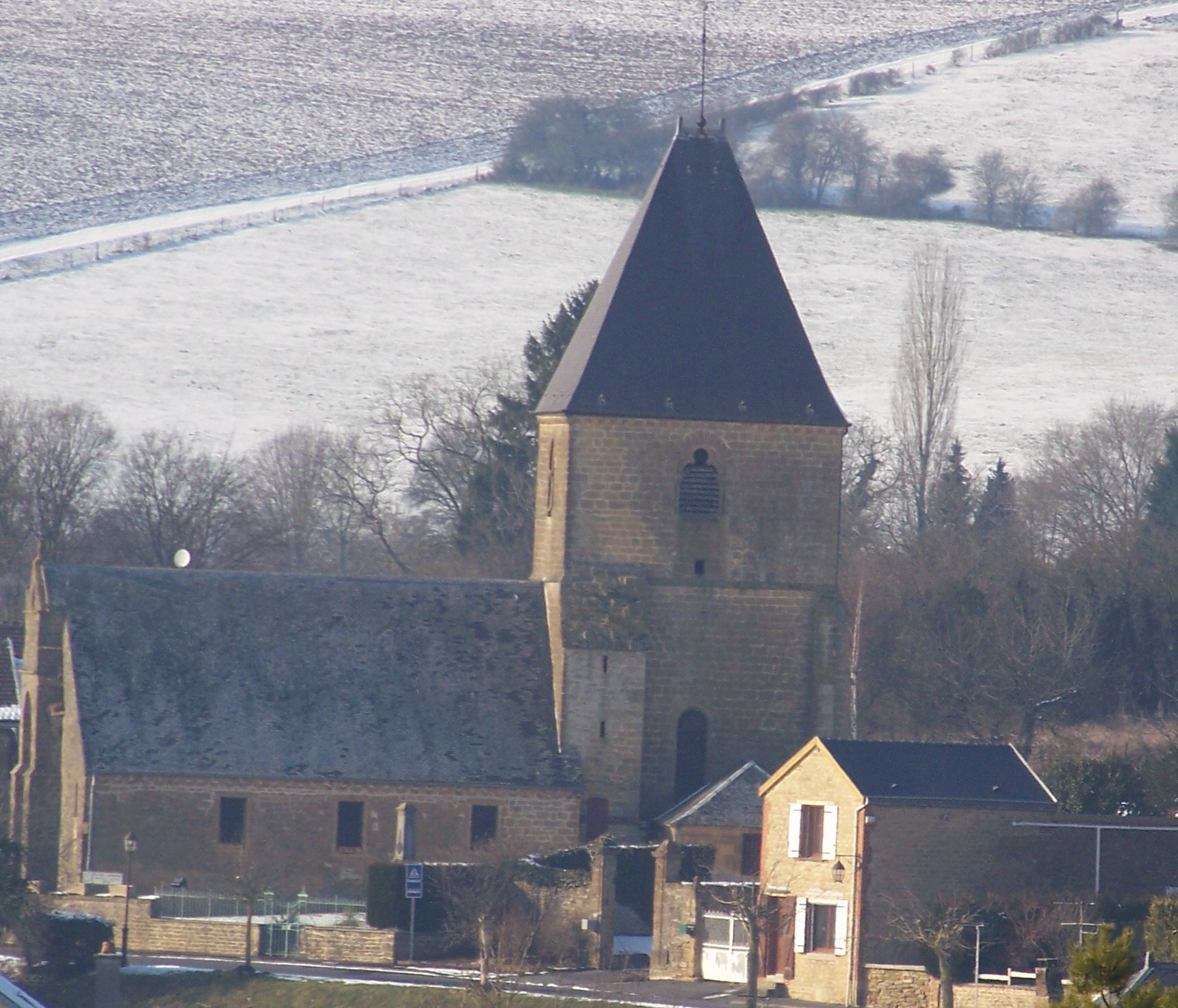
Kirche Saint-Rémi
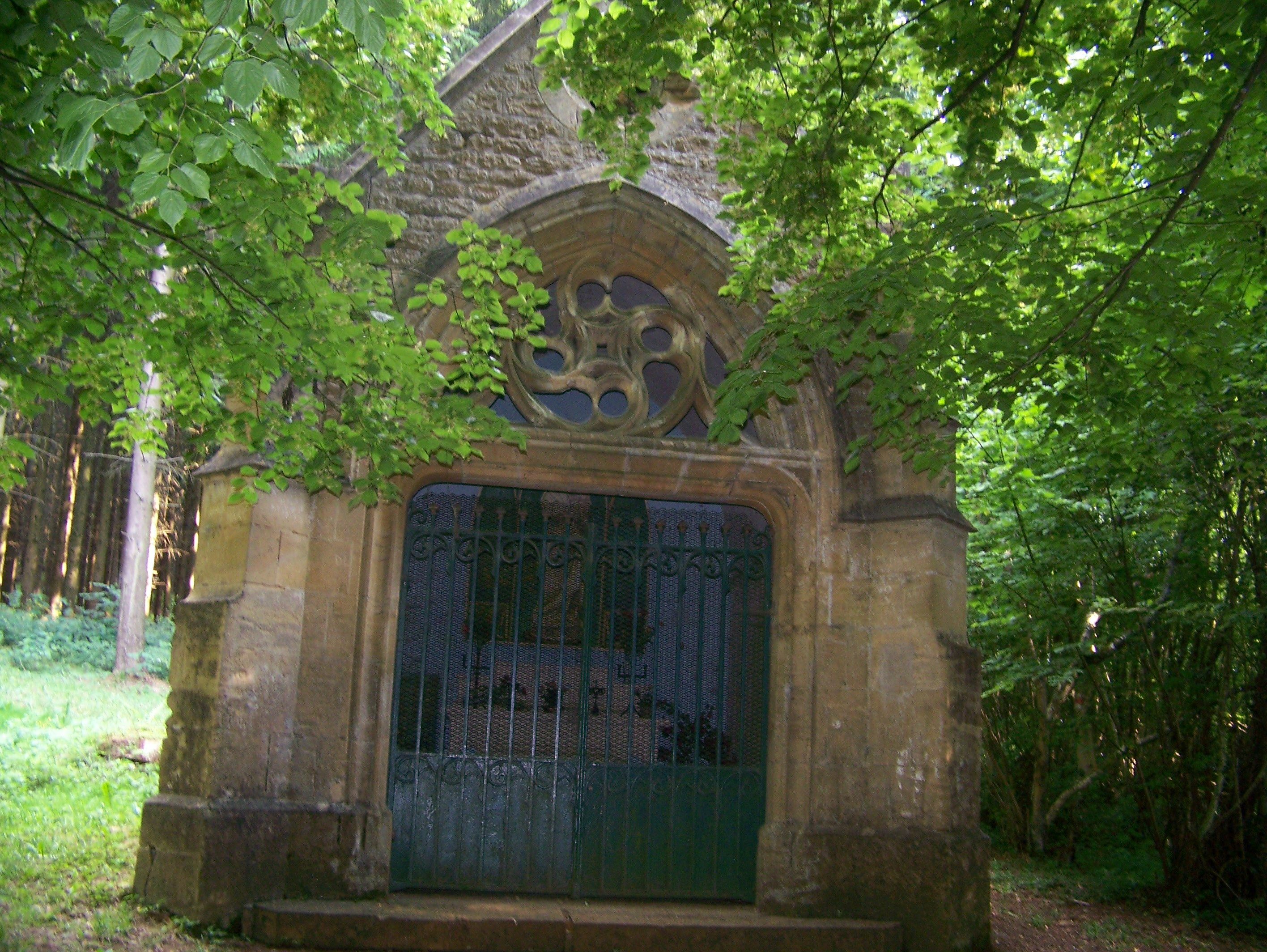
Kapelle Saint-Onésime